# ليا ناموجيروا
ليا ناموجيروا (بالإنجليزية: Leah Namugerwa)‏ (مواليد 2004)، هي ناشطة مناخية شابة في أوغندا. وهي معروفة بقيادة حملات زراعة الأشجار، وللبدء في عريضة لفرض حظر الأكياس البلاستيكية في أوغندا. بعد الإلهام من غريتا ثونبرج، بدأت في دعم الإضرابات المدرسية في فبراير 2019 مع زملائها منظمي أيام الجمعة من أجل مستقبل أوغندا Sadrach Nirere.
تحدث ناموجيروا في المنتدى الحضري العالمي (بالإنجليزية: World Urban Forum)‏ في عام 2020  وكانت مندوبًا للشباب في مؤتمر الأمم المتحدة للتغير المناخي 2019.  عمها تيم موغيروا (بالإنجليزية: Tim Mugerwa)‏، هو أيضًا ناشط بيئي بارز في أوغندا. ليا ناموجيروا عضوة في الكنيسة الأنجليكانية في أوغندا.

## النشاط المناخي
سمعت ناموجيروا عن غريتا ثونبرج وإضرابها يوم الجمعة في عام 2018. إلهمت لاحقًا لاتخاذ إجراءات مماثلة مثل لغريتا ثونبرج في سن 13 عامًا، بعد أن شاهدت تقريرًا إخباريًا محليًا حول الانهيارات الطينية والفيضانات في المناطق الريفية من البلاد. ومنذ ذلك الحين، أصبحت ناموجيروا مدافعة شابة بارزة عن المناخ، وعضوة أساسية في أبرز فصل في إفريقيا من أيام الجمعة من أجل المستقبل التي تجري في أوغندا. تعاونت مع Sadrach Nirere ، وهيلدا فلافيا ناكابوي (بالإنجليزية: Hilda Flavia Nakabuye)‏، وابن عمها بوب موتافو (بالإنجليزية: Bob Motavu)‏ من أجل ولادة الجمعة من أجل المستقبل في أوغندا. شاركت في إضراب الجمعة منذ فبراير 2019، داعية إلى مزيد من الإجراءات المناخية، وقادت كتابة عريضة لفرض حظر الأكياس البلاستيكية.
احتفلت ليا ناموجيروا بعيد ميلادها الخامس عشر بزرع 200 شجرة بدلاً من إقامة حفلة عيد ميلاد، ومنذ ذلك الحين أطلقت مشروع أشجار عيد الميلاد، لتوزيع الشتلات على أولئك الذين يرغبون في الاحتفال بأعياد ميلادهم بزراعة الأشجار. هدفها الرئيسي هو رؤية إنفاذ التشريعات المناخية الحالية (اتفاقية باريس 21)، وجذب المزيد من التغطية لقضايا تغير المناخ. نظمت مسيرات مع دعاة مناخ شباب آخرين للاحتفال بالإضراب العالمي للمناخ في 29 نوفمبر 2020، كما تم تنظيف شاطئ بحيرة غابا في كمبالا خلال الاحتفال باليوم؛ كما حضرت الدورة دوروثي نالوبيجا (بالإنجليزية: Dorothy Nalubega)‏، وهي عضوة في مجموعة نسائية زراعية وبيئية. دعت ناموجيروا باستمرار حكومة أوغندا إلى التنفيذ الكامل لاتفاقية باريس للمناخ.